# Holzwegeffekt
Der Holzwegeffekt (englisch garden path effect) bezeichnet das Phänomen, wenn ein Leser bei einem sprachlichen Ausdruck mit mehreren Lesarten während des schrittweisen Verstehens zunächst die falsche Lesart wählt und sich im weiteren Verlauf berichtigt, da er den Fehler aus dem folgenden Kontext erkennt. Wolf Schneider spricht von falschem Zwischensinn. Einen solchen Satz nennt man auch Holzwegsatz, Beispiel: „Die Wärter sperrten sie ein“ – „sie“ sind die Sträflinge, doch je nach Kontext sperrten die Wärter die Sträflinge ein oder die Sträflinge die Wärter.
Der namengebende Holzweg findet sich auch in der Metapher „Auf dem Holzweg sein“.
Holzwegeffekte werden in der psycholinguistischen Forschung vor allem verwendet, um zu untersuchen,
- ob Hörer oder Leser beim Sprachverstehen nur eine oder mehrere Interpretationen berechnen und
- ob phonetische oder prosodische Hinweise genutzt werden, um die folgende syntaktische Struktur vorauszusagen.

## Beispiele
- Falsches Setzen von Leerzeichen innerhalb zusammengesetzter Hauptwörter kann diesen Effekt provozieren. Beispielsweise in „Er telefonierte 24 Monate ohne Grund Gebühr“ entsteht ohne das letzte Wort ein korrekter Satz mit völlig anderer Bedeutung. Besonders stark ist der Effekt, wenn die Wörter am Zeilenende nicht mehr direkt nebeneinander stehen.
- „Modern bei dieser Bilderausstellung werden vor allem die Rahmen, denn sie sind aus Holz und im feuchten Keller gelagert worden“. Die Leseart von „Modern“ auf der zweiten Silbe betont als „der Mode folgend“ ist durch die Nähe zur „Bilderausstellung“ vorbereitet, die richtige Interpretation als „modrig“ erschließt sich erst am Ende des Satzes.[2]
- Bei „Maria legte zu ihren Spargeldern, was sie bei der Spargelernte verdient hatte“ ist die eine Leseart Spar-gelernte, während Spargel-ernte die richtige ist.
- „Welche Politikerin hat die Minister getroffen?“ Hier ist es möglich, dass das Subjekt („Welche Politikerin“) zunächst als Akkusativobjekt gelesen wird.[3]
- Das klassische englischsprachige Beispiel aus der Forschung von Thomas Bever lautet: “The horse raced past the barn fell.” Dieser Satz kann im Allgemeinen erst nach mehreren Lesedurchgängen richtig verstanden werden. Dies liegt hier am reduzierten Relativsatz. Nicht reduziert lautet der Satz: “The horse that was raced past the barn fell.” (Das Pferd, das an der Scheune vorbeigeritten wurde, stürzte.)[4]